# Maya Yamamoto
Maya Yamamoto (japonés: 山本 摩也; Tòquio, 5 de febrer de 1993) és una futbolista japonesa, que juga de davantera i centrecampista ofensiva.
Yamamoto ha estat internacional a les categories inferiors del Japó, i va formar-se a la Universitat de Wasada. En març de 2016 va fitxar pel València CF.
El 27 de juliol de 2020, fitxa pel RCD Espanyol.